# Erannis testacearia
Erannis testacearia är en fjärilsart som beskrevs av Charles Joseph de Villers 1789. Erannis testacearia ingår i släktet Erannis och familjen mätare. Inga underarter finns listade i Catalogue of Life.